# Histoire culturelle de la France au XIXe siècle

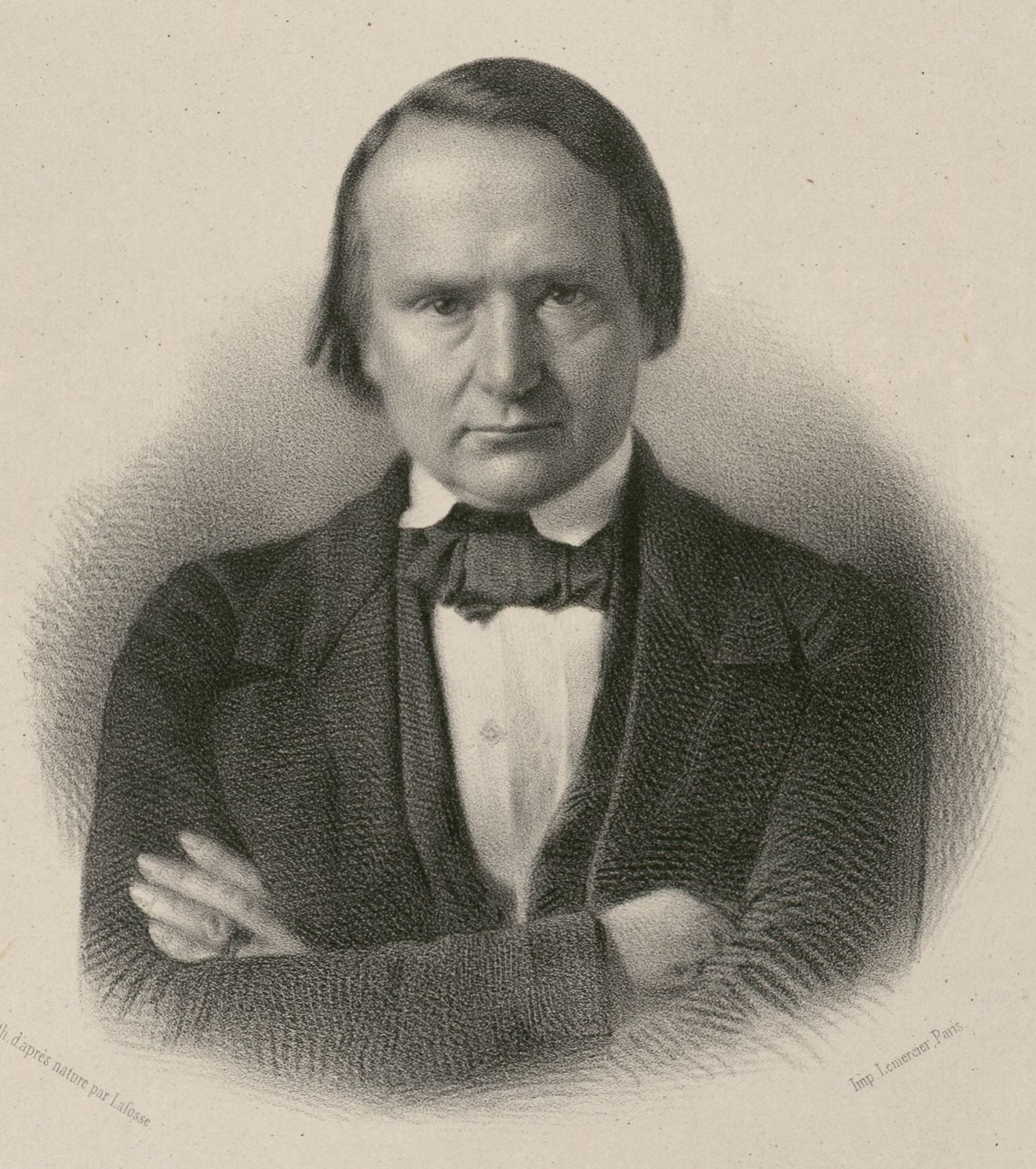
Victor Hugo en 1849, député de la Deuxième République.

L'histoire culturelle de la France au XIXe siècle est la discipline qui étudie le dix-neuvième siècle français du point de vue du champ culturel.

## Délimitation et contexte
Les deux synthèses sur le sujet font commencer le XIXe siècle culturel français en 1814 ou 1815, dates de la Première Restauration ou de la Restauration. En revanche, Il y a une divergence entre Jean-Claude Yon et Françoise Mélonio sur la fin de cette période culturelle, le premier faisant courir la période jusqu'à la Première Guerre mondiale et la seconde l'arrêtant aux débuts de la Troisième République. En revanche, ils insistent tous deux sur la césure de la période 1880 pour pointer l'essor à partir de cette date de la culture de masse. Cet article va donc suivre en priorité l'avis de l'œuvre collective dirigée par Jean-Pierre Rioux et Jean-François Sirinelli et s'arrêter aux alentours de l'année 1880,.
Au sortir du Premier Empire, la France a vécu au cours des années 1789-1815 trois décennies de bouleversements culturels sans précédent, notamment l'affranchissement des contraintes de la société d'Ancien Régime, l’égalité civile, la sacralisation de la propriété privée, la laïcisation et la valorisation d’une élite de notables bourgeois, ainsi que l'abolition temporaire — de 1789 à 1792 — de la censure, mais aussi la déchristianisation.
Toutefois, un grand nombre de persistances de l'Ancien Régime sont également perceptibles. Ainsi, la centralisation a été conservée pendant la Révolution, notamment à travers le Jacobinisme, et plus encore durant l'Empire ; quel que soit le régime politique, le monopole de l'État reste très fort. Par ailleurs, les tensions inhérentes à la Révolution lui font hésiter face à la question du patrimoine ; ainsi, les décrets des 11 et 14 août 1792, visant à détruire « les monuments de la féodalité », sont contrebalancés par celui du 16 septembre 1792 qui tend à la préservation des chefs-d'œuvre.
Maurice Grubellier estime que la tendance culturelle principale des XIXe et XXe siècles français est le passage d'une culture d'Ancien Régime à une culture moderne de masse. La culture d'Ancien Régime oppose une culture de l'élite minoritaire à une culture populaire concernant environ les quatre cinquièmes de la population. Le fait culturel des deux siècles qui suivent la Révolution est l'émergence entre ces deux cultures d'une culture de masse qui concurrence dès le XIXe siècle la culture populaire, avant de s'attaquer à la culture élitiste à partir des années 1950.

## Une culture héritée: 1814-1840
1. Les structures de la culture
- L'héritage de la Révolution et de l'Empire
- Les cadres de la culture savante
- Les institutions culturelles
2. Le romantisme
- Les traits majeurs du romantisme français
- Naissance et triomphe du mouvement
- Les déclinaisons du romantisme
- Les sensibilités nouvelles
3. La diffusion de la culture

La culture en France à la chute de l'Empire est le résultat d'un bouleversement considérable. La Révolution à transformer de fond en comble la société française et l'Empire, tout en le dénaturant sur certains aspects, en a pérennisé l'héritage. La France est à présent porteuse de valeurs universelles listées dans la Déclaration des droits de l'homme de 1789, elle est affranchie des anciennes contraintes, établi l'égalité civile, sanctuarisée la propriété privée, donnée une importance capitale à la laïcité et fixée en haut de l'échelle sociale une élite de notables bourgeois. Ces transformations radicales ont largement bouleversée la culture, même si celle-ci reste marquée par l'ancien régime.
Le double héritage révolutionnaire et napoléonien a légué une nouvelle forme culturelle, mais surtout des cadres institutionnels et une nouvelle culture savante. Dans le même temps, les cultures du peuple, imprimé, spectacles et autres ont également été métamorphosées.

### Les structures de la culture

#### L'héritage de la Révolution et de l'Empire et sa critique
Plusieurs historiens insistent sur le fait qu'il ne faut pas surestimer l'impact sur la société de la tempête révolutionnaire. Pierre Goubert, Daniel Roche ou Roger Chartier pointent tout à la fois le fait que la Révolution n'a pas balayé toutes les pratiques et toutes les opinions, mais aussi que de nombreuses transformations réalisées par les révolutionnaires sont l'aboutissement d'une évolution antérieure, et qu'ainsi certaines transformations sont à analyser comme un héritage des Lumières. Bien sûr, ces remarques ne doivent pas occulter l'immense choc social et culturel de la Révolution et de l'Empire.

##### L'héritage révolutionnaire

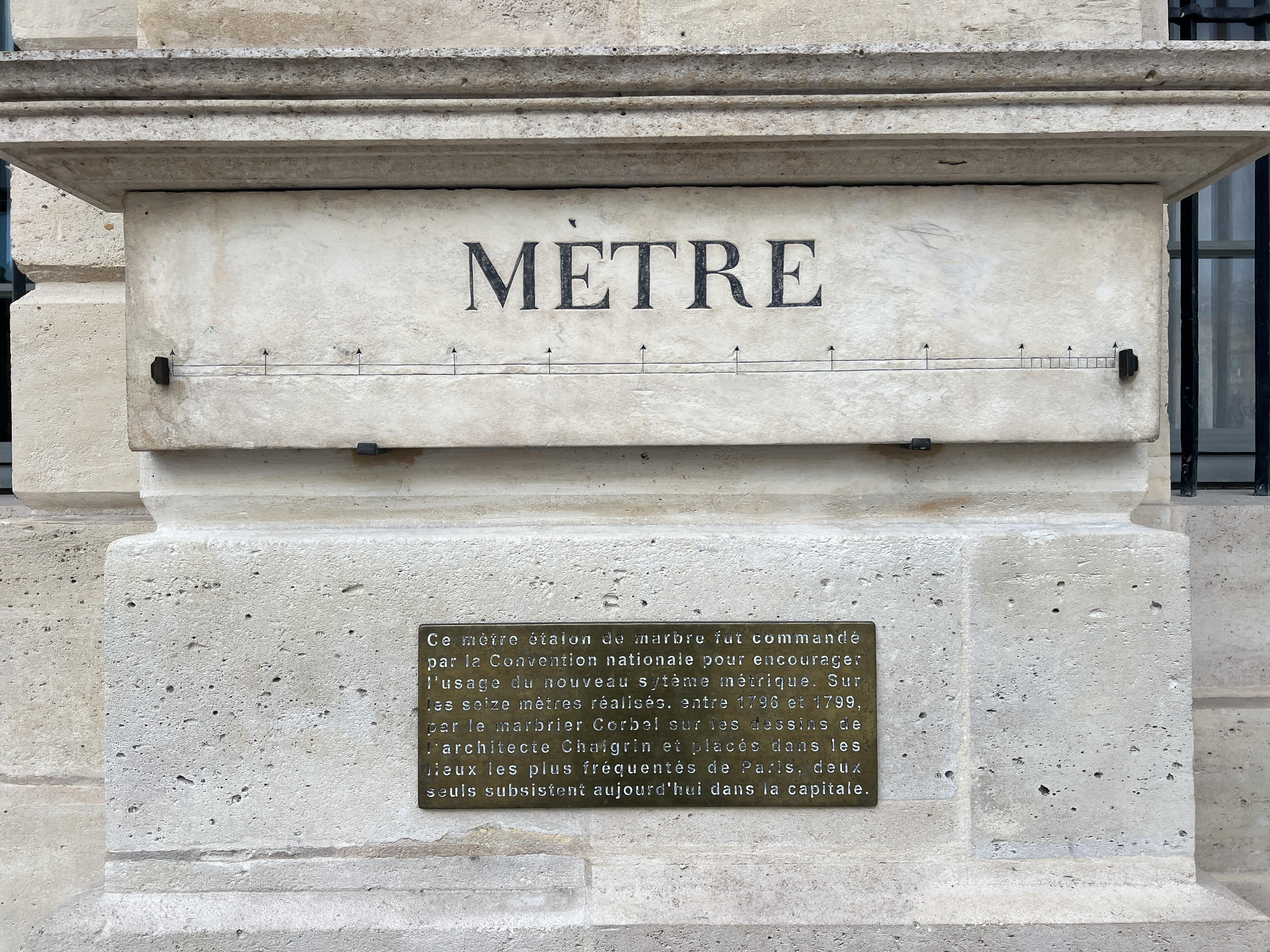
Mètre étalon installé à l'Hôtel Bourvallais par la Convention nationale.

Un premier bouleversement majeur de la Révolution française est la naissance d'un espace public démocratique, où l'ensemble du peuple s'informe via une presse nombreuse et diversifiée et des clubs, associations ou lieux de sociabilité où la parole publique à toute légitimité pour s'exprimer. Une second est l'abolition des académies qui imposent le beau et le vrai. Si sous la Révolution, la pénurie d'acheteurs provoque une crise de la profession, cette idée de liberté survivra. Un troisième héritage culturel majeur de la Révolution française est la déchristianisation. Enfin, la naissance d'une politique patrimoniale, nourrie en partie par les spoliations révolutionnaires et ensuite impériales, crée l'idée de conservation et transmission pour les générations futures de la nation des chefs-d'œuvre du passé.
Ces bouleversements sont restreints partiellement dès la révolution même (liberté de la presse, art libre) et plus encore par l'Empire. Mais à l'inverse, la Révolution tente de construire une nouvelle culture, via les cérémonies nouvelles, des références universelles nouvelles (mètre, gramme), la lutte contre les patois. Les révolutionnaires censurent et orientent les productions artistiques, peinture, sculpture et théâtre, autant pour empêcher les influences monarchistes que pour exalter les idéaux révolutionnaires.
En définitive, la Révolution a imprimé deux mouvements, libérateur puis d'instrumentalisation, à la culture. S'il est indéniable que la société française a été bouleversée par la décennie, il est extrêmement difficile de quantifier l'impact réel de cette dernière ; d'autant qu'elle est immédiatement suivie par l'épisode napoléonien qui a lui même été très actif sur ce plan.

##### L'héritage napoléonien

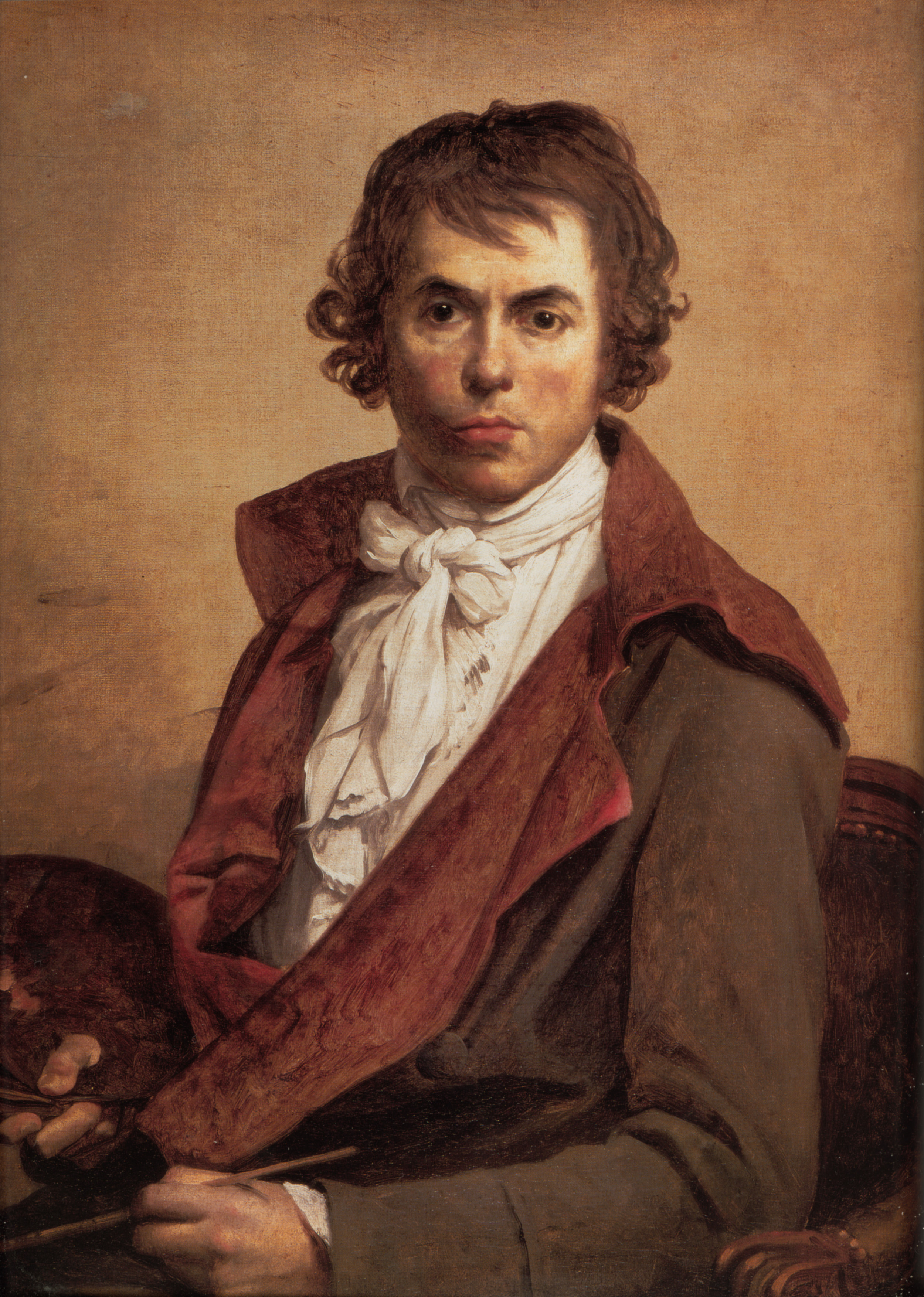
Autoportrait de Jacques-Louis David, peintre glorifiant Napoléon à la demande de l'empereur. Musée du Louvre.

Du point de vue culturel, la période impériale est à la fois une mise au pas et la valorisation d'une hiérarchie des genres ; tout étant fait pour magnifier la figure de l'empereur, de l'armée et l'action du régime.
La presse est rapidement lourdement censurée et réduite aux seuls titres qui, sous couvert de diversité, sont obligés d'être les porte-plumes du pouvoir. Une administration est organisée pour contrôler les parutions et imposer un ton aux titres de presse, donnant une image heureuse et pacifiée du pays. Napoléon tente de s'entourer des plus brillants écrivains de son époque mais nombreux sont ceux qui préfèrent se taire ou s'exiler, à l'image de Germaine de Staël. L'édition est soumise au même régime et la critique ne peut plus s'exprimer que sur presse clandestine ou étrangère.
Napoléon a une politique artistique volontaire, destinée de la même manière à promouvoir ses actions et à soutenir la gloire du régime. La liberté d'exposition est abrogée et le jury du Salon est réinstauré, Napoléon l'inaugurant régulièrement. Les artistes qui travaillent pour lui sont grassement rétribués tels David ou Antonio Canova ; les thèmes imposés étant liés à la gloire militaire de l'Empire.
Bien conscient du rôle des théâtres libres sur l'agitation des esprits, l'empereur légifère et contrôle sévèrement leur activité, interdisant et surveillant de près les « petits » théâtres qui jouent avec l'actualité et la politique, souvent moqueurs, mais populaire aux travers des genres du vaudeville, du mélodrame, de la féerie et de la pantomime. De nombreux petits théâtres parisiens et de grandes villes sont fermés, les troupes itinérantes étant soumises à autorisation
Il est difficile d'estimer l'impact de la politique culturelle impériale sur l'attachement de la population à la personne de Napoléon et au régime. On note aisément que de nombreuses fêtes organisées en l'honneur de napoléon ont rapidement été désertées, que des pièces de théâtre imposées ont été boudées et que les titres de presse aux ordres ont finalement eu un tirage limité. Néanmoins, une certaine réussite est à remarquer au travers de la réaction d'une partie de la population durant les Cent-jours et au maintien d'un courant bonapartiste important jusqu'au Second Empire et après.

##### La critique des Lumières

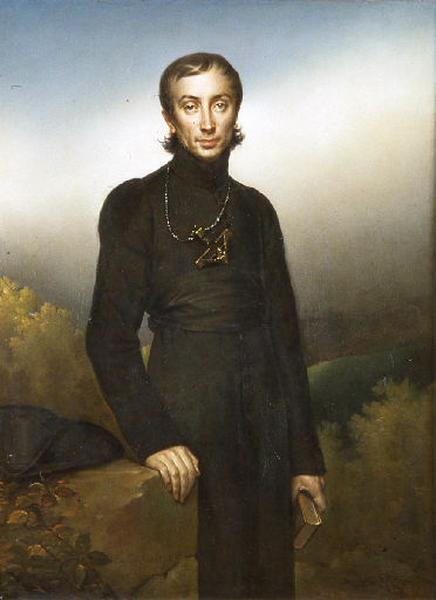
Abbé Lamennais par Paulin Guérin, Musée Rolin.

Dès avant la Restauration, de nombreux penseurs estiment que la France ayant détruit le pouvoir spirituel durant la Révolution, elle ne peut se relever qu'en en établissant un nouveau. Souhaitant dépasser la philosophie critique des Lumières et établir des dogmes nouveaux, des personnalités comme Jouffroy, Guizot, Comte, Hugo, Lamartine, Renan ou Renouvier, chacun à sa manière, s'attaque aux héritages de la Révolution et de l'Empire.

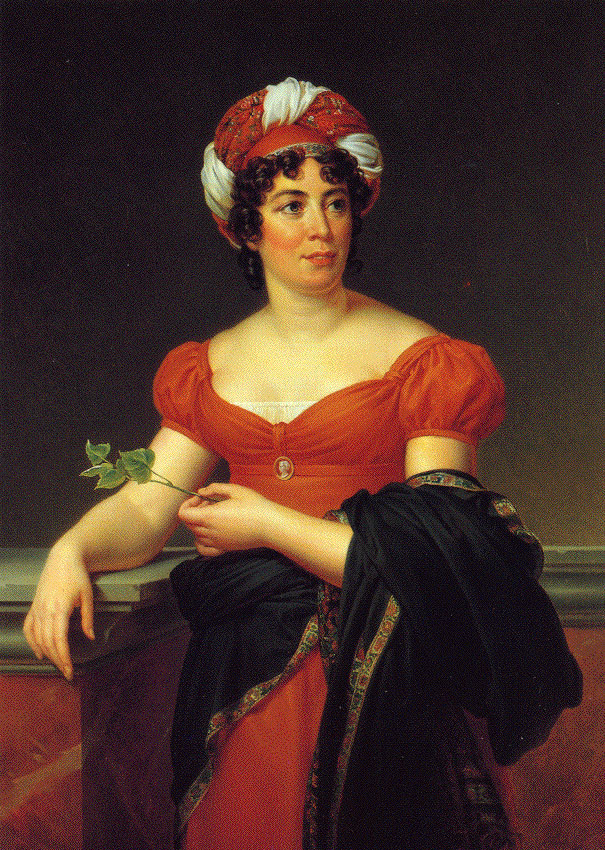
Germaine de Staël, par François Gérard, Château de Coppet.

La critique de la Philosophie des Lumières, accusées d'avoir engendré la Terreur révolutionnaire, est portée durant tout le siècle par les textes de Maistre, Lamennais, Taine et leurs continuateurs. Le point central de l'argument est une trop grande abstraction, qui fait table rase des grandeurs passées et déshumanise la pensée et l'État. De nombreux autres penseurs, libéraux, tout en s'inscrivant dans cette critique de « l'esprit de système » propre aux Lumières, en soulignent toutefois la puissance libératrice. Les premiers à s'inscrire dans ce mouvement sont De Stael ou Toqueville. Les reproches faits contre le mouvement des Lumières sont de plusieurs ordres : la destruction des anciennes sociabilités a engendré un individualisme destructeur, qui aboutit à la tyrannie du nombre et du despote qui manipule les foules. Laissé seul, l'homme est confronté à sa finitude, générant le « mal du siècle », le spleen que connaissent des générations de désabusés qui n'ont plus de repères. Ce sentiment nourrissant le romantisme se construit également contre la culture bourgeoise en plein essor, mais ne proposant comme modèle que l'argent et la vanité. Les écrivains Balzac, Stendhal, Toqueville ou Musset écrivent sur cette envie pour la jeunesse d'idéaux que leur société ne propose pas, ce qui engendre l'ennui, la nostalgie.
Pour sortir de l'impasse morale imposée par la société bourgeoise, de nombreux penseurs cherchent une voie nouvelle, qui ne soit ni retour au passé révolu ni acceptation de l'héritage révolutionnaire. Ils recherchent le moyen de restaurer le lien social, et de nombreuses voies sont proposées. L'une d'entre elle est le retour à la foi, soutenue par Lamennais, une foi nouvelle, qui soit sociale et non oppressive. D'autres estiment que la science sera la solution, à l'instar de Saint-Simon ou des philosophes positivistes. D'autres encore estiment que la société doit se régénérer sous la direction d'une aristocratie ou d'une notabilité éclairée et bienveillante, tel Guizot. Enfin, un mouvement porté par Louis Blanc propose une société structurée autour de l'organisation nouvelle du travail sous le contrôle de l'État. Tous insistent sur les méfaits de l'individualisme capitaliste, dont les conséquences dans l'Angleterre industrielle sont un repoussoir absolu.

#### Les cadres de la culture savante
Durant la période 1815 - 1851, la culture savante est structurée par des cadres institutionnels forts, qui modèlent les idées et les hommes. L'enseignement se développe fortement touchant une population de plus en plus grande, mais il est tiraillé entre un mouvement catholique souhaitant reconquérir l'ensemble des Français et un mouvement scientifique qui entend le dépasser.

##### Enseignement

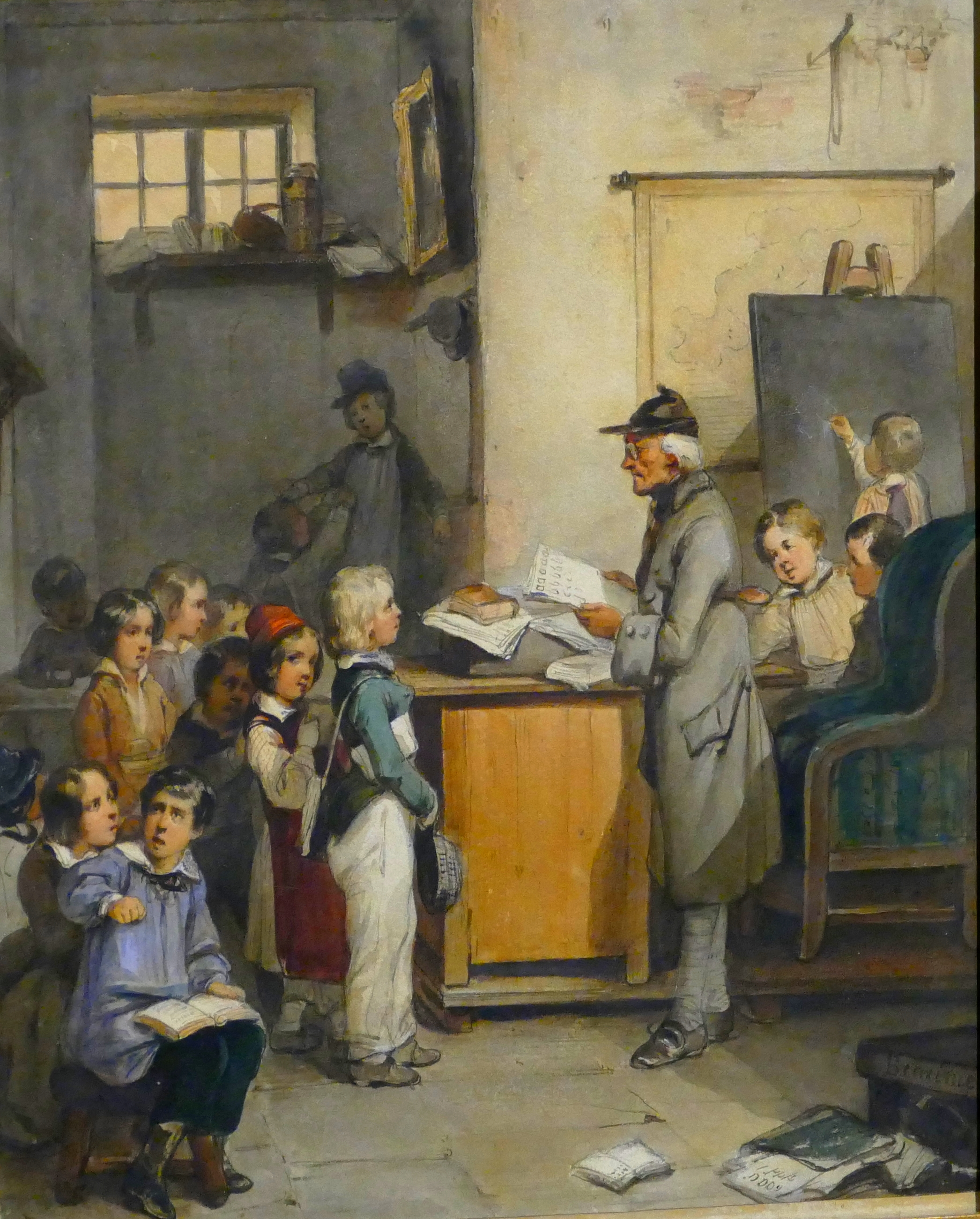
Une petite école, Joseph Beaume, vers 1830, Musée national de l'éducation.

La volonté des révolutionnaires de retirer l'enseignement à l'Église s'est partiellement réalisée. L'organisation de l'école primaire laïque, gratuite et obligatoire est mise en place à l'automne 1795. Napoléon, pour sa part, organise l'enseignement secondaire : en mai 1802, il remplace les écoles centrales par des collèges communaux et des lycées d'État, puis impériaux. L'Université de France est établie le 10 mai 1806. Le monopole étatique sur l'enseignement est toutefois inapplicable sur le terrain. Ainsi, les filière supérieures étant réservées aux hommes, l'Église catholique prend en main l'instruction supérieure féminine. Localement, les Frères des écoles chrétiennes sont chargés d'une grande partie de l'enseignement primaire.
La Restauration profite de ce cadre pour l'investir et l'adapter à sa propre. Dès 1814, 6 100 étudiants sont recensés en France ; dans les années 1830, ils sont 7 400, soit moins d'un pour cent d'une classe d'âge ; la moitié d'entre eux étudient à Paris. La capitale et Strasbourg sont les seules villes dotées des cinq ordres de faculté (théologie, droit, médecine, sciences et lettres). Les étudiants, qui n'ont pas la liberté d'association, font entendre leur opinion par le chahut, la pétition ou la manifestation. La première grève étudiante est organisée en 1819 à la faculté de médecine de Montpellier.
La loi Guizot du 28 juin 1833 contraint toutes les communes de plus de cinq cents habitants à se doter d'une école primaire pour garçons, dont l'instituteur soit un laïc ou un clerc ; chaque département doit en outre créer une école normale de garçons ; cette loi ne généralise pas l'obligation scolaire mais permet toutefois aux campagnes de rattraper leur retard d'instruction, notamment au sud d'une ligne allant de Saint-Malo à Genève : la France passe de 850 000 écoliers vers 1815 à 3 500 000 en 1848, dont quarante pour cent de filles ; chez les conscrits, le taux d'alphabétisation passe de 45% en 1829 à 64% en 1848. La croissance de l'enseignement secondaire est plus modeste mais réelle, passant de 50 000 élèves en 1815 au double en 1848.

##### Le Renouveau catholique, entre tradition et innovation
Après les remises en cause fondamentales de la place de la religion dans la société française sous la Révolution, la première moitié du XIXe siècle est un moment de reconstruction religieuse. Le pluralisme religieux imposé par l'empire est conservé par la Restauration, qui se contente de placer la religion catholique au rang de religion de l'État.

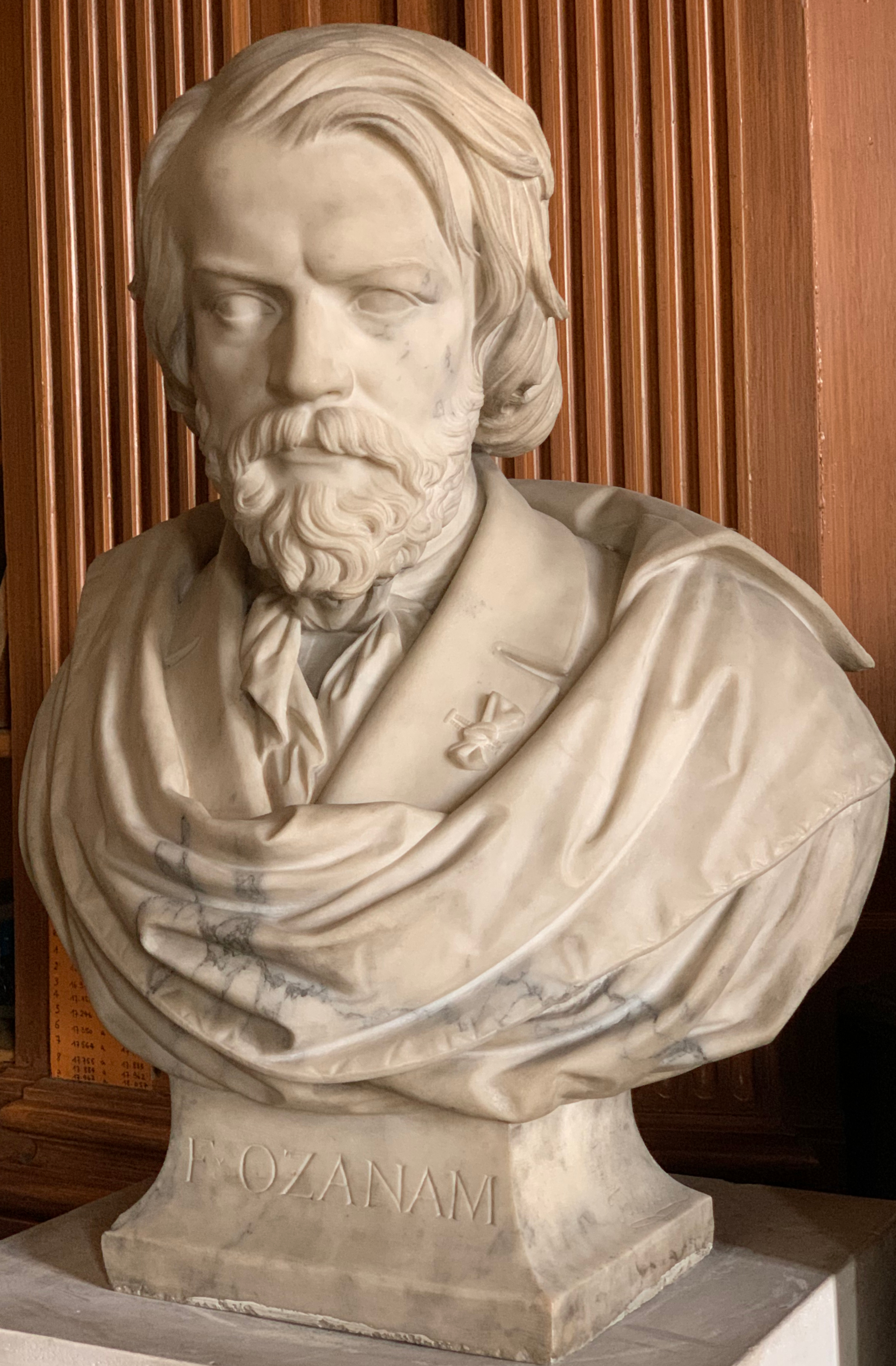
Buste de Frédéric Ozanam, par Joseph-Hugues Fabisch, musée des Beaux-Arts de Lyon.

L'institution catholique travaille à la reconquête des esprits par l'enseignement, et par les missions intérieures qui, à l'aide de mises en scène quelquefois spectaculaires, tentent de faire adhérer le peuple au reniement des réalisations révolutionnaires. Durant les années 1820, des autodafés sont organisés, une loi sur le sacrilège est votée et les curés s'engagent dans le contrôle des ouailles dans leur quotidien. Cette tentative d'emprise est mise à mal par la Révolution de 1830, très anticléricale, et les années 1830 sont différentes. L'État adopte une politique bien plus neutre en matière de religion, se traduisant par exemple dans les années 1840 par l'arrivée comme homme fort du gouvernement de François Guizot, protestant.
Ce renouveau se traduit par des pratiques nouvelles. Les congrégations mariales de laïcs se développent fortement, dans de nombreux aspects de la société. La congrégation de la Sainte-Vierge fondée à Paris en 1802 regroupe des étudiants et se déploie en province. La société des bonnes études née en 1822 organise des conférences pour guider les étudiants ; elle est secondée par la société des bons livres dès 1824, qui se déploie largement en province. La société de Saint-Vincent-de-Paul, fondée en 1833 oar Frédéric Ozanam mêle débats intellectuels et bonnes œuvres ; en 1849, elle compte 249 filiales dans toutes la France. Toutes ces sociétés cherchent à diffuser une culture chrétienne au plus grand nombre. Celle-ci au début le siècle est marqué par la spiritualité d'Alphonse de Liguori, insistant sur un Dieu d'amour, une pratique intériorisée, la dévotion eucharistique et le culte marial.

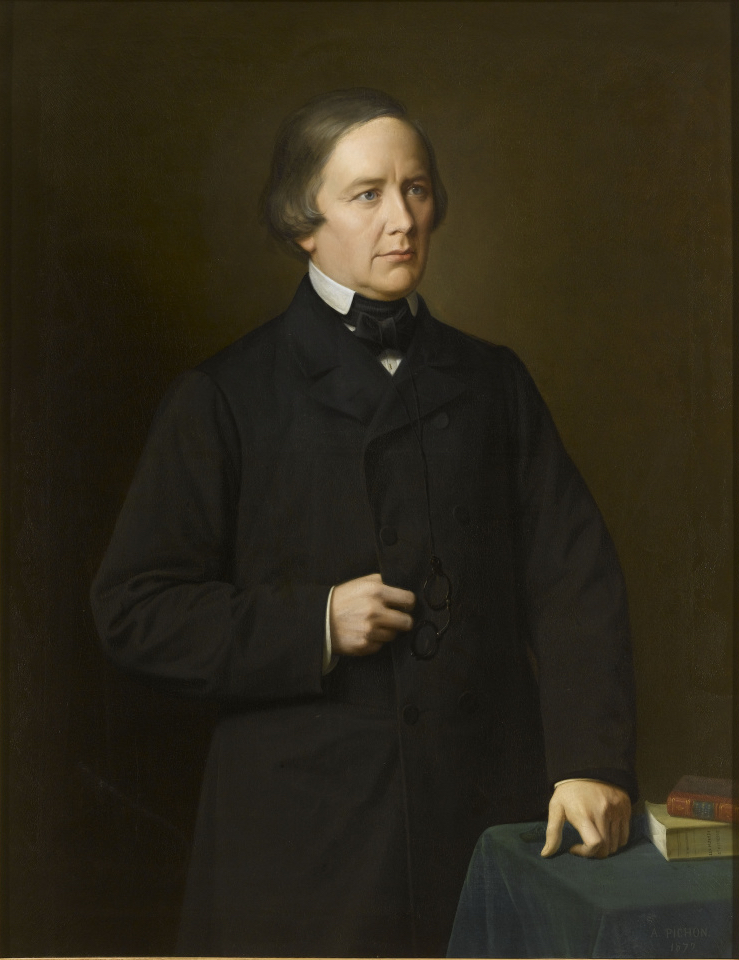
Charles de Montalembert, journaliste et écrivain catholique, par Auguste Pichon, château de Versailles

Les catholiques engagent un effort important pour diffuser leurs idées, notamment le développement du support écrit. Les maisons d'édition religieuses se développent fortement tout à la fois à Paris et en province et connaissent de forts tirages dans les domaines de l'ouvrage liturgique, d'édification spirituelle et de dévotion. Parmi cette production, l'ouvrage le plus lu est « l'imitation de Jésus-Christ », sans cesse réédité. Dans le même mouvement, à côté du colportage, de très nombreuses bibliothèques catholiques populaires sont créées pour diffuser le plus largement possible cette lecture aux plus pauvres ; des associations distribuent des livres et une presse, L'avenir de Lamennais, puis L'Univers de l'abbé Migne puis Louis Veuillot permet d'orienter les fidèles.
Mais c'est dans l'enseignement que la culture catholique se diffuse le plus largement dans la société. Durant la première moitié du XIXe siècle, l'apprentissage de la lecture se fait très majoritairement au travers des livres pieux. Les manuels ouvrent une large place à la morale et à la religion, toujours intriquées. Les prières marquent les temps scolaires, et on étudie alors le catéchisme et l'histoire sainte. Si le scepticisme critique et voltairien circule encore dans l'enseignement secondaire, il est progressivement contrebalancé par la nomination de professeurs-prêtres durant la Restauration. Une nouvelle diffusion des idées catholiques est visible dans ce niveau d'enseignement à partir des années 1830. La loi Falloux de 1850 renforce encore cette place avec la création de place pour les évêques au sein des conseils académiques qui déterminent les contenus éducatifs.
En définitive, si des éléments de déchristianisation s'avancent en France durant la période 1815-1848, ils se construisent en parallèle d'un renforcement du poids de la culture catholique au sein de la population française.

##### La Science en France

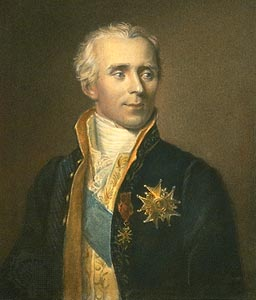
Pierre-Simon de Laplace, gravure de James Posselwhite, (XIXe siècle).

Si la période révolutionnaire a commencé par détruire les structures scientifiques de l'Ancien régime avec la suppression de l'Académie des sciences, elle a rapidement su reconstruire des établissements à même de développer les sciences en France. En 1795, l'Institut national des sciences et des arts est fondée avec la moitié de ses membres dédié à la science. Cet institut remplace la défunte Académie dont elle reprend la nom dès 1816. La même année, l'école polytechnique est fondée et forme à partir de cette année une centaine d'ingénieurs chaque année, à partir de cours centrés sur les mathématiques et la chimie. La Révolution fonde également deux autres lieux d'enseignement et de recherche important : le Muséum d'Histoire naturelle et l'École nationale des ponts et chaussées, qui fusionne les quatre établissements de l'Ancien régime.
Sous Napoléon, la guerre autant que la volonté impériale consacrent une place importante aux savants dans la nation française. L'expédition d'Égypte de 1798 à 1801 embarque à côté des soldats une commission des sciences et des arts de 167 personnes ; durant cette opération est fondée l'Institut d'Égypte.

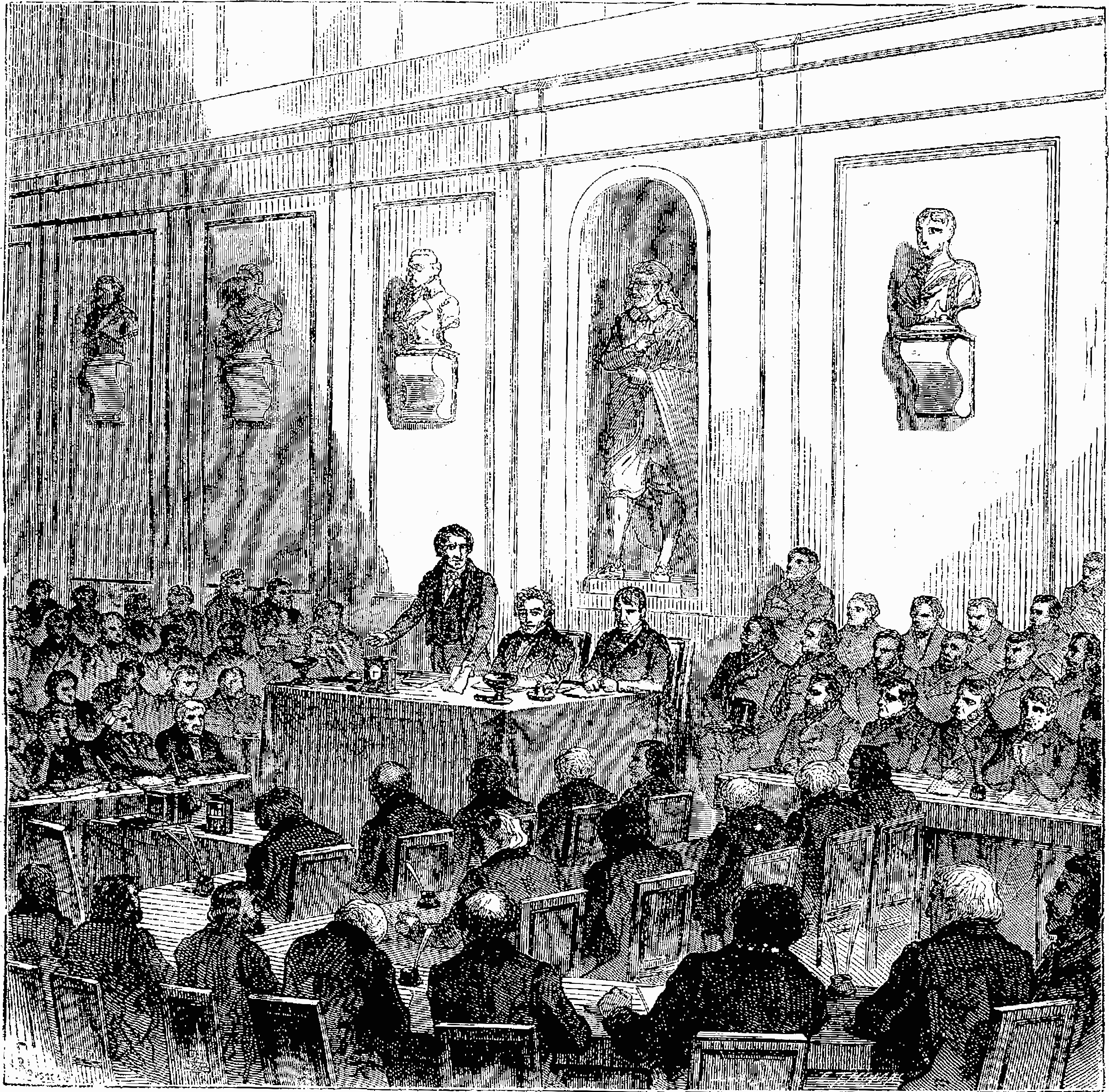
François Arago annonce la découverte de Louis Daguerre, dans la séance publique de l’Académie des sciences du 10 août 1839, gravure de Louis Figuier dans Les Merveilles de la science, 1867 - 1891.

Le gouvernement royaliste à la restauration ne touche pas à l'architecture ni au personnel scientifique. Cette période est celle de la spécialisation progressive des savants et à la disparition lente du chercheur isolé ; il devient de plus en plus difficile de produire de la science en dehors des plus grandes institutions. Au même moment, accompagnant la spécialisation des personnes, de nombreuses sociétés savantes sont fondées pour regrouper au niveau national les chercheurs et passionnés d'un même domaine ; la Société de géographie en 1821, la Société d'horticulture de France en 1827, la Société géologique de France en 1830, la Société de chirurgie en 1843, etc. La science et le progrès technique deviennent alors un pan important de la culture nationale. Initiées sous la Révolution, des expositions des produits français sont régulièrement organisés, permettant tout à la fois de faire connaître les qualités des industries françaises et de célébrer leur excellence. Ces expositions prennent une grande importance, celle de 1834 dure 60 jours et rassemble 2447 exposants, et diffusent au sein de la population la certitude que les progrès scientifiques sont bénéfiques pour tous, car ils permettent les innovations techniques.
Cette période est également celle d'une grande concentration à Paris, qui est alors une des plus grandes villes scientifiques du monde. La médecine française est alors particulièrement réputée et de nombreux savants français ont une renommée internationale tel le mathématicien Pierre-Simon de Laplace, le médecin René Laënnec, inventeur du stéthoscope, les astronomes et physiciens François Arago et Urbain Le Verrier qui déduit l'existence de la planète Neptune uniquement à partir de calcul théorique. Il y a environ 250 scientifiques professionnels en 1800, et 350 en 1825. La diffusion de la recherche française est assurée par la publication par l'Académie des sciences de Comptes rendus hebdomadaires qui connaissent une grande popularité tant en France qu'à l'étranger. L'académie est également le lieu où se tiennent les plus grandes controverses du temps, du la plus célèbre à cette époque est celle entre les évolutionnistes comme Jean-Baptiste de Lamarck et Isidore Geoffroy Saint-Hilaire et les fixistes tel Georges Cuvier. La science en France commence à cette époque à proposer des systèmes complet d'explication du monde, concurrençant alors culturellement les religions sur leur capacité à éclairer les citoyens sur le fonctionnement de la Nature. Cette possibilité de remplacer les religions se lisent dans le courant positiviste naissant et les tentatives d'explication scientifique de la société par Saint-Simon ou Auguste Comte.

#### Les institutions culturelles
Pour l'essentiel, les institutions culturelles françaises de la première moitié du XIXe siècle sont issues de la Révolution et de l'Empire, mais leur fonctionnement se met concrètement en place très progressivement et est fortement influencé par les régimes successifs,.

##### Académies, salons et sociétés savantes
Après les tribulations révolutionnaires et napoléoniennes, la restauration rend aux quatre Académies leur nom d'origine ; et malgré une épuration exilant les régicides et certains bonapartistes, elles conservent une grande importance politique en s'opposant parfois aux menées antilibérales du gouvernement. La prééminence de l'Académie française et l'influence libérale qui la parcourt lui font par exemple s'élever contre la loi restreignant en 1827 la liberté de la presse. La monarchie de Juillet crée l'Académie des Sciences morales et politiques qui, par son ouverture à l'étranger et ses nombreux correspondants, joue un grand rôle dans la circulation des idées, et notamment de la pensée allemande.
Les Académie sont globalement conservatrice du point de vue des arts ; l'Académie française combat ainsi le romantisme. Si elles sont le couronnement d'une carrière scientifique ou intellectuelle, elles ne constituent que le sommet du milieu culturel française dont les unités de base sont au XIXe siècle, selon Anne Martin-Fugier, les salons.
Héritiers des salons de l'ancien régime, les salons sont toujours organisés autour d'une maîtresse de maison qui invite chez elle l'après-midi ou en soirée, des personnalités choisies. Centrés autour de l'art de la conversation, les salons sont également des lieux de musique, de danse, de jeux ou de théâtre amateur. Les salons supplantent progressivement la cour dans la réunion du « beau monde » et du « tout-Paris ». Les réputations et les carrières s'y font et s'y défont. Ils s'organisent progressivement au sein de quatre quartiers à peu près centrés sur des groupes sociaux précis : le faubourg Saint-Germain avec l'aristocratie légitimiste, le faubourg Saint-Honoré pour l'aristocratie libérale et les étrangers, la Chaussée-d'Antin pour la grande bourgeoisie et les artistes, et le Marais pour la vieille noblesse désargentée.
Les dernières structures servant de relais culturel à Paris et partout en France sont les sociétés savantes. Tout à la fois moins prestigieuses que les académies et moins informelles que les salons, elles permettent à leur niveau d'identifier des compétences et de soutenir des carrières. Elles se développent considérablement sous la monarchie de Juillet, atteignant le nombre de 310 avant la Révolution de 1848, dont 260 en province. Dès les années 1820 naissent des sociétés plus spécialisées que les généralistes académies de province, centrées surtout sur l'histoire et l'archéologie, mais aussi sur l'agronomie et la médecine. Malgré des tentatives de Guizot, les sociétés de province résistent aux tentatives de contrôle de l'état et participe pleinement à la diffusion de la culture, à son appropriation par les notables de tout le pays et à l'animation de leur ville via des concours, des publications, des mémoires et des cours publics.

##### Les musées et l'émergence du patrimoine
La première moitié du XIXe siècle voit l'émergence d’une restructuration du rapport entretenu par les élites françaises à l’espace et au temps de leur pays ; c'est notamment à la faveur de ce bouleversement qu'émergent peu à peu la notion de patrimoine et la fondation du musée en tant qu'institution.

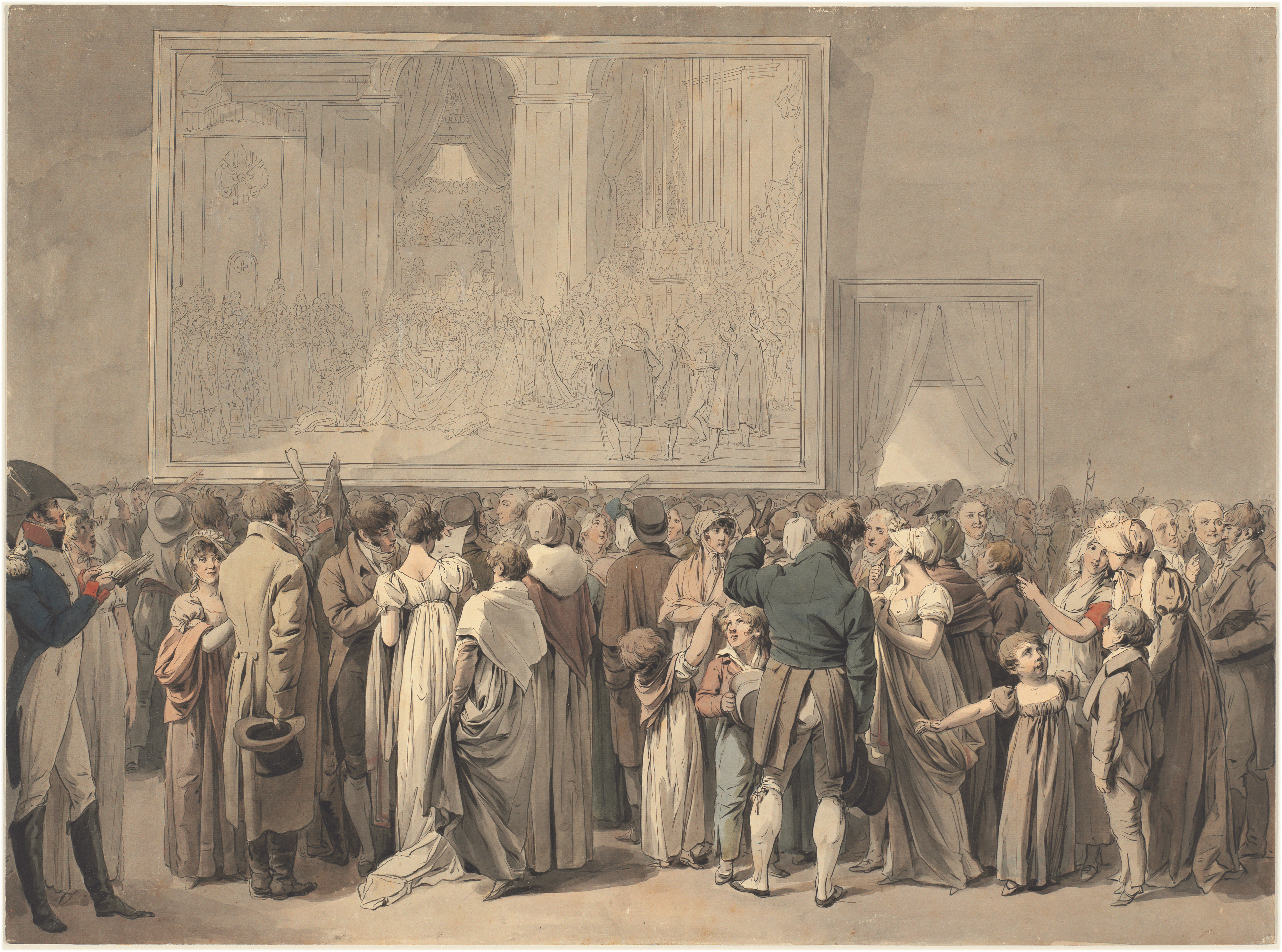
Le public au salon du Louvre, contemplant le Sacre de Napoléon. Louis-Léopold Boilly, 1808, National Gallery of Art.

L'héritage révolutionnaire est particulièrement important en France pour la constitution de ses musées car ils sont alors issus d'une volonté politique de rassembler pour le bonheur du peuple française les objets historiques obtenus par la confiscation des biens du clergé, puis des émigrés, la nationalisation des collections royales et les pillages militaires. La départementalisation et l'esprit d'égalité conduit à créer au sein de chaque département un musée, dépôt de tous les objets anciens et précieux à destination du peuple ; l'institution a dès l'origine une fonction pédagogique et de conservation pour les générations futures. Ces lieux sont également pensés pour construire une histoire nationale épurée et permettre au peuple de s'autocélébrer au travers des chefs-d'œuvre. Dans le même temps est créer un « museum central des arts » au Louvre en 1793. Sous Napoléon, si le Louvre se développe considérablement, les musées de province sont nombreux à péricliter, les nombreux envois du Louvre vers le smusées de province n'alimentant que les plus importants d'entre eux.
Sous la restauration puis la monarchie de Juillet, le Louvre poursuit son expansion sous l'égide du comte de Forbin qui fait du Louvre également un musée d'histoire en créant un département du moyen âge, un département d'Égyptologie avec Champollion comme conservateur, une section assyrienne. Il innove aussi en montant une galerie dédiée à la peinture espagnole qui a un grand succès. Il innove également en créant au Palais du luxembourg le premier musée dédié aux artistes vivants.
En province, le musée prend progressivement de l'importance comme lieu d'identité et de fierté locale, et permettant aux artistes de pouvoir disposer d'une collection d'œuvres proche de chez eux. Ils se développent à nouveau, passant de trente environ en 1815 à 200 en 1870. Ils sont accompagnés par la constitution de sociétés des amis des arts au sein de chaque ville, qui soutient leur institution. Ils sont majoritairement alimentés par les dons et legs. De nombreuses municipalités construisent pour leur musée des bâtiments grandioses, véritables palais urbains dont la décoration célèbre les richesses régionales.
Louis-Philippe s'empare de la notion de musée national pour glorifier son règne. Il transforme le château de Versailles en musée d'histoire nationale. Le chantier est entamé en 1833 et nombreux sont les intellectuels et les romantiques à adhérer à cette volonté de, comme le dit Victor Hugo « donner à ce livre magnifique qu'on appelle l'histoire de France cette magnifique reliure qu'on appelle Versailles ». Un immense entreprise ionographique est lancée, avec plus de 3000 tableaux commandés, pour relater les évènements depuis le moyen âge au XIXe siècle. La galerie des batailles est le centre de ce programme, qui obtient un très grand succès populaire.

##### Les bibliothèques
La Révolution et l'empire posent les jalons d'une lecture publique en France, mais la pratique du fonctionnement des bibliothèques s'organise réellement sous la monarchie de Juillet.
La bibliothèque du roi est transformée en bibliothèque nationale, qui bénéficie largement des saisies révolutionnaires et du pillage des armées à l'étranger. En 1803 sont organisées les bibliothèques municipales pour gérer les ouvrages saisis dans les plus grandes villes françaises. Les municipalités n'engagent toutefois aucun moyen dans la tenue et le développement de ces institutions, et la création d'une Inspection générale des bibliothèques en 1822 n'a que peu d'effets, et les bibliothèques municipales restent des lieux généralement fermés ou aux horaires très restreints. Au début de la monarchie de Juillet, il est possible de dénombrer environ 200 bibliothèques municipales,.
Durant la même période, de nombreuses autres bibliothèques spécialisées se créent partout en France, bibliothèques universitaires, bibliothèques de sociétés savantes, des bibliothèques scolaires, paroissiales et populaires, souvent tenues par l'Église catholique.
La centralisation parisienne s'impose dans le développement de ces institutions et les plus riches bibliothèques française sont dans la capitale. En dehors de la Bibliothèque nationale, les trois principales sont la bibliothèque mazarine, la bibliothèque Sainte-Geneviève et la bibliothèque de l'Arsenal. A celles-ci, issues de collections de l'Ancien régime, il faut ajouter celle du Museum national d'histoire naturelle, la plus riche dans son domaine en Europe.
Une nouvelle impulsion est donnée par François Guizot en 1839, qui via l'ordonnance du 22 février 1839 crée un comité d'inspection et d'achat des livres. Il encourage fortement le catalogage.

### Le romantisme

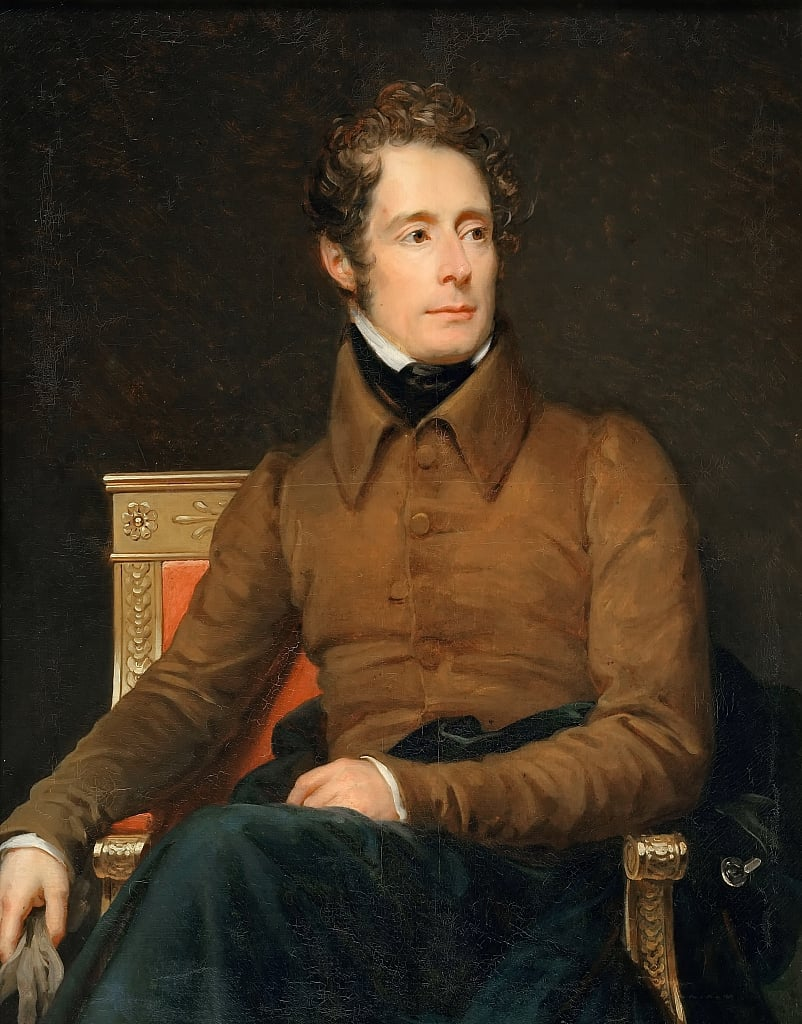
Alphonse de Lamartine, par François Gérard, 1831, château de Versailles. Lamartine, avec ses Méditations, porte le premier triomphe littéraire du romantisme française.

La culture française de la première moitié du XIXe siècle est baignée dans le mouvement du romantisme européen. Le romantisme français est un mouvement multiple et complexe, dont les limites et les caractéristiques mêmes ne font pas consensus. Malaisé à définir rigoureusement, Jean-Claude Yon propose de le voir comme une « révolution culturelle qui fait écho à la Révolution française, tout en se nourrissant de nombreux apports étrangers - le mouvement concernant toute l'Europe selon des chronologies particulières à chaque pays ».
Pour appréhender ce courant protéiforme, il est utile d'en saisir les caractéristiques principales, les grands déplacements historiques, de pointer les formes prises au sein de chaque art et d'analyser la nouvelle sensibilité sociale qu'il crée.

#### Les traits majeurs du romantisme français
Il est délicat de lister les traits saillants du mouvement romantique français, car ils n'existent pas tous au sein des œuvres de tous les artistes de ce mouvement. Les principaux sont l'anticlassicisme, la liberté artistique, l'ouverture aux arts étrangers, l'attrait pour des époques du passé auparavant négligées, la fascination pour la Nature et le mysticisme.
L'anticlassicisme est probablement l'idée dominante et partagée par le plus grand nombre de membres du mouvement. Ceux-ci considèrent que les vieilles règles des XVII et XVIIIe siècles sont dépassées, épuisées à force d'avoir été ressassées ; ils estiment que les temps créés par la Révolution française ne leur conviennent plus et qu'il est nécessaire d'inventer de nouvelles formes, adaptées à la nouvelle ère post-révolutionnaire. Nombreux en particulier sont ceux qui pointent l'erreur des classiques qui pensent que leurs règles, dont l'imitation des Anciens, sont supérieures par essence à toutes les autres. Cette opinion est probablement la plus combattue par les romantiques. 
Le corolaire de cette prise de position est la défense absolue de la liberté artistique. Les romantiques estiment que pour s'exprimer pleinement, un génie doit être libre de ses choix. Le Beau étant subjectif et non lié aux formes gréco-romaines, l'artiste doit être libre de proposer d'autres formes. Ainsi, dans le théâtre, les règles d'unité de temps et de lieu sont abandonnées ; dans la poésie, la construction de la versification est assouplie ; des genres méprisés comme le fantastique, le macabre ou le merveilleux sont considérés comme légitimes ; tout comme le traitement des personnages humbles, à l'opposé de l'idée que seuls les grands personnages ont le droit à un traitement artistique. 

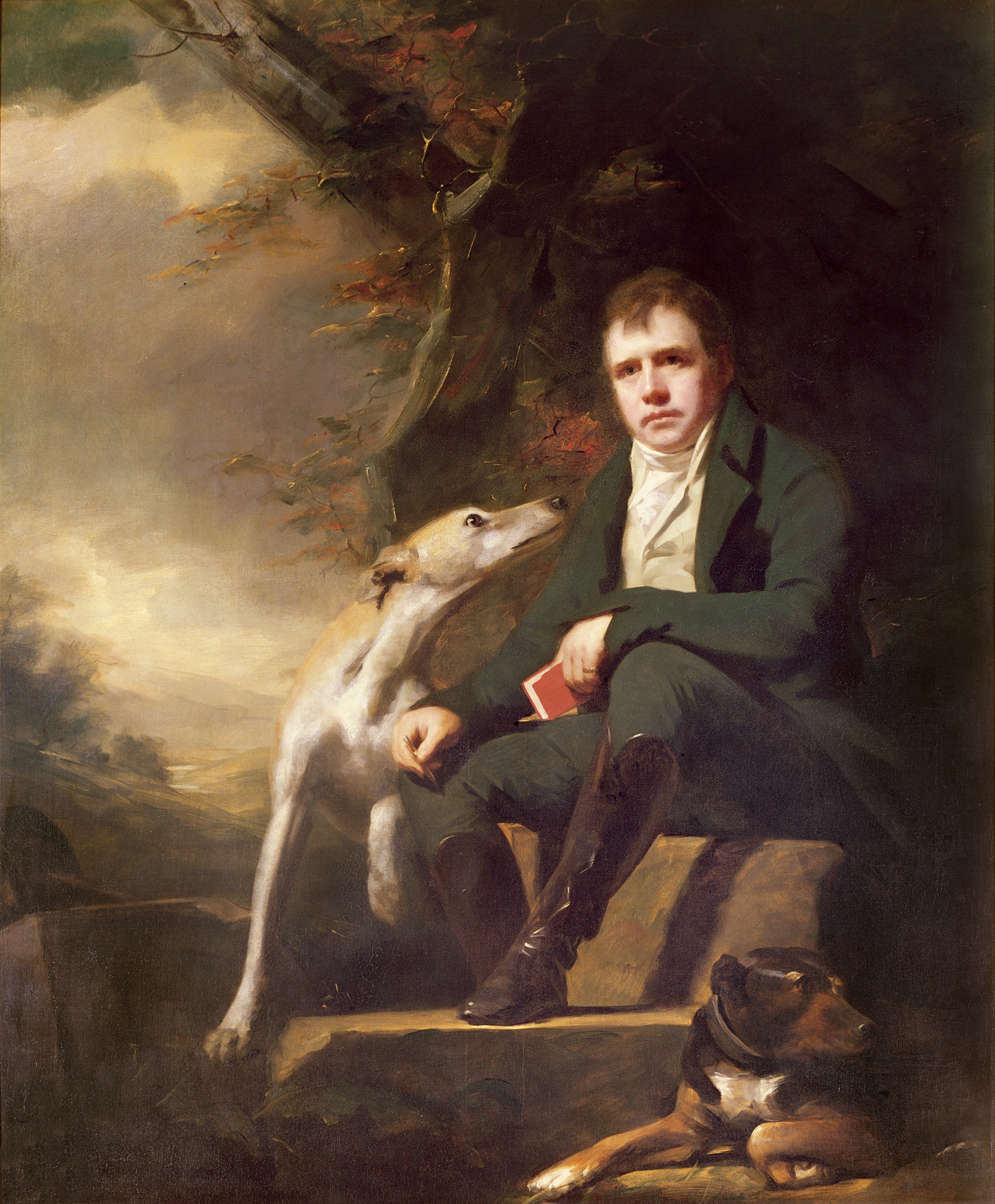
Walter Scott, immense succès de librairie pour un auteur romantique, notamment pour ses ouvrages historiques, dont Ivanhoé. Tableau de Henry Raeburn.

Par ailleurs, les romantiques estiment que non seulement le génie français n'est pas supérieur à ceux des autres nations, mais qu'il se grandit à se nourrir des idées étrangères. Les romantiques lisent et s'intéressent ainsi aux formes proposées par les autres pays européens, notamment les cultures anglophones et germaniques ; ils cherchent à traduire plus fidèlement, sans chercher à adapter à un « goût français ». De fait, de nombreux romans anglais ou autres obtiennent dès les années 1810 de grands succès de librairie. Par ailleurs, l'attrait du voyage, la volonté de se confronter directement aux autres cultures se répand. 
Pour les romantiques, toutes les périodes sont passionnantes et en particulier la période médiévale, jusque là méprisée. Cette volonté de compréhension de l'histoire, cette sensibilité envers les ruines et la recherche d'indices du progrès humain deviennent le marqueur de nombreux artistes et érudits. La peinture, la gravure, la littérature s'emparent de ces thèmes et obtiennent progressivement un grand succès. Nombreux sont ceux qui recherchent dans ces périodes soit les sources véritables de la culture française ou européenne, soit un ailleurs fantasmé qui sert de refuge face à un présent décevant. 
Le même état d'esprit, recherchant un absolu introuvable dans les villes, guide la fascination pour la nature. Beaucoup d'esprits romantiques voient dans la nature le meilleur moyen d'exprimer leurs états d'âme, le quête d'absolu ou d'infini. Le pittoresque devient à la mode pour exalter la beauté des lacs, forêts, montagnes ou océans.
Enfin, le dernier trait important du romantisme est le mysticisme, ou du moins la spiritualité. Nombreux grands auteurs mettent en avant le sentiment religieux, en particulier chrétien, depuis Chateaubriand à Lamartine, Hugo ou de Vigny. Nombreux sont ceux qui délaissent les insiprations païennes classiques pour explorer les héritages chrétiens, notamment médiévaux ; soulignant que les cultures européennes sont, au fond, bien plus issues de la Bible que de Virgile. Mais ce mysticisme cherche à de nombreuses sources et quand le catholicisme ne parvient pas à étancher la soif de réponses, certains se tournent vers le panthéisme ou l'occultisme.

#### Naissance et triomphe du mouvement
Les évolutions et étapes du mouvement romantique font encore débat, notamment sur les périodes du début et de la fin. Yon emploie une segmentation assez classique en trois phases, les années 1800 - 1820 pour la période de naissance sous la domination des institutions classiques officielles, la période 1820 - 1830 durant laquelle le débat bat son plein entre les ceux camps culturels et la période 1830 - 1848 qui est le moment de triomphe du romantisme,.

##### 1800 - 1820: Le romantisme conteste l'art classique officiel

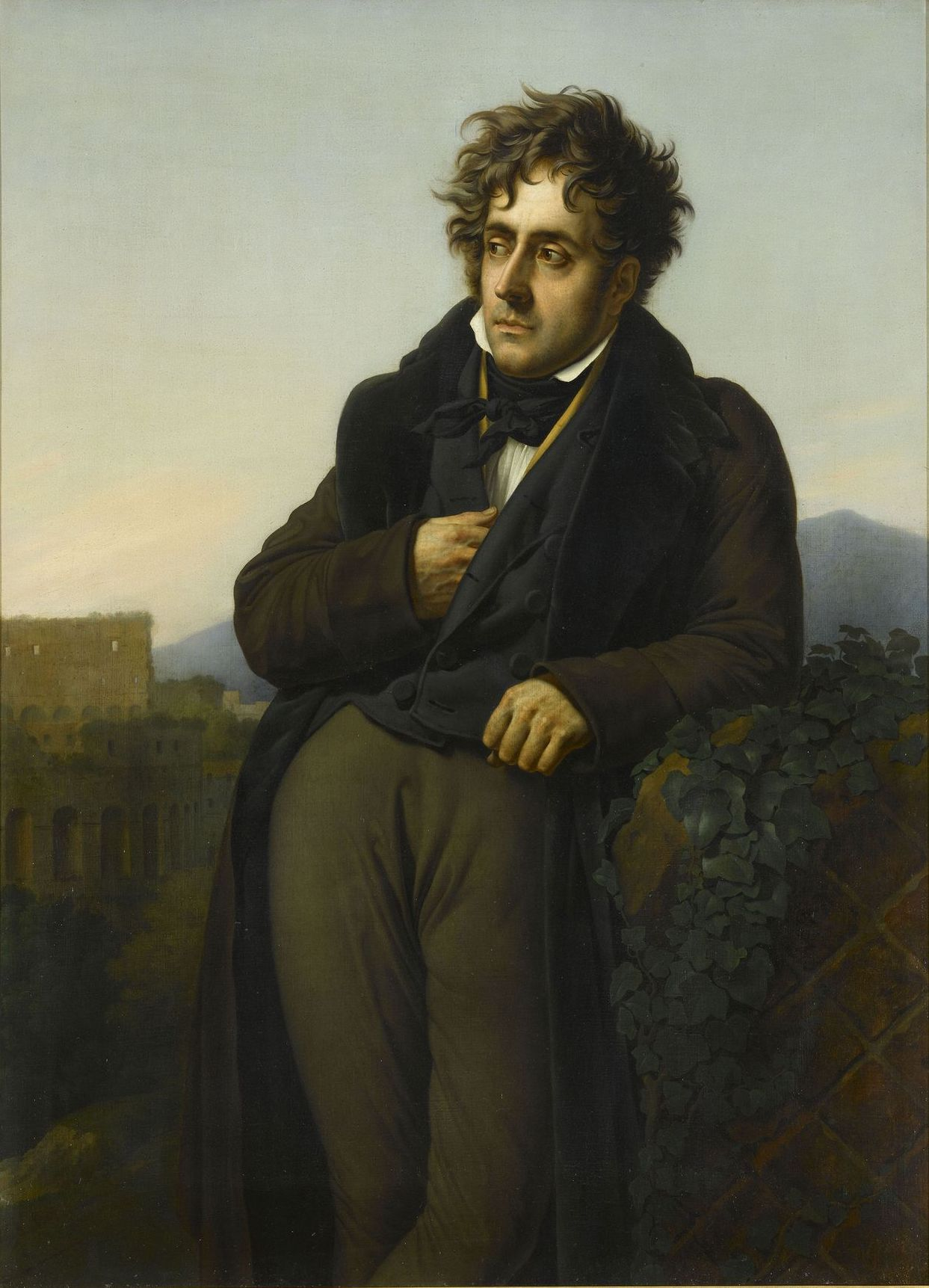
Anne-Louis Girodet, Portrait de Chateaubriand,
Saint-Malo, musée d’Histoire de la Ville et du Pays Malouin.

Dès avant le siècle le besoin de renouveau culturel est proclamé par quelques penseurs et écrivains. Le débat est réellement lancé en 1800 avec De l'Allemagne, de Germaine de Staël, qui propose de revivifier la culture française avec les cultures étrangères, notamment allemandes, dont l'exploration permettront de sortir des schémas classiques devenus obsolètes. Ostracisée par les autorités napoléoniennes, elle trouve refuge en Suisse et crée le premier foyer romantique à Coppet, au bord du lac Léman. Elle y accueille quelques grands esprits tels Constant, Sismondi ou Schlegel. Rapidement, elle est suivie par René de Chateaubriand qui, avec Le Génie du christianisme, célèbre tout autant la religion catholique que la poésie des ruines ou l'art gothique. 
Progressivement, les thèses romantiques infusent et est soutenue par un groupe de passionnés qui se rassemble à la fin de l'empire en parti défendant leurs thèses contre la majorité officielle. Le parti romantique est alors ardemment défendu par le journal le Mercure étranger et la plume d'Alexandre Soumet, tandis que les conservateurs ont de nombreux défenseurs tel le vicomte de Saint-Chamans. Encore marginalisées jusqu'en 1815, les sensibilités romantiques infusent dans le public entre 1815 et 1820 avec la mode des vampires et de Marie Stuart.

##### 1820 - 1830: Le romantisme et le classicisme, deux camps affrontés
La plupart des spécialistes place un point de bascule avec la publication en 1820 des Méditations poétiques de Lamartine. Énorme succès de librairie, le recueil de poèmes « traduit la sensibilité romantique avec une sincérité de ton et une harmonie de style encore jamais atteintes en français ». Lamartine devient immédiatement le chef d'une école, titre qu'il ne revendique jamais, qui poursuit sa lutte pour s'imposer face aux institutions officielles et qui connait en même temps ses premiers déchirements en raison de divergences politiques. 

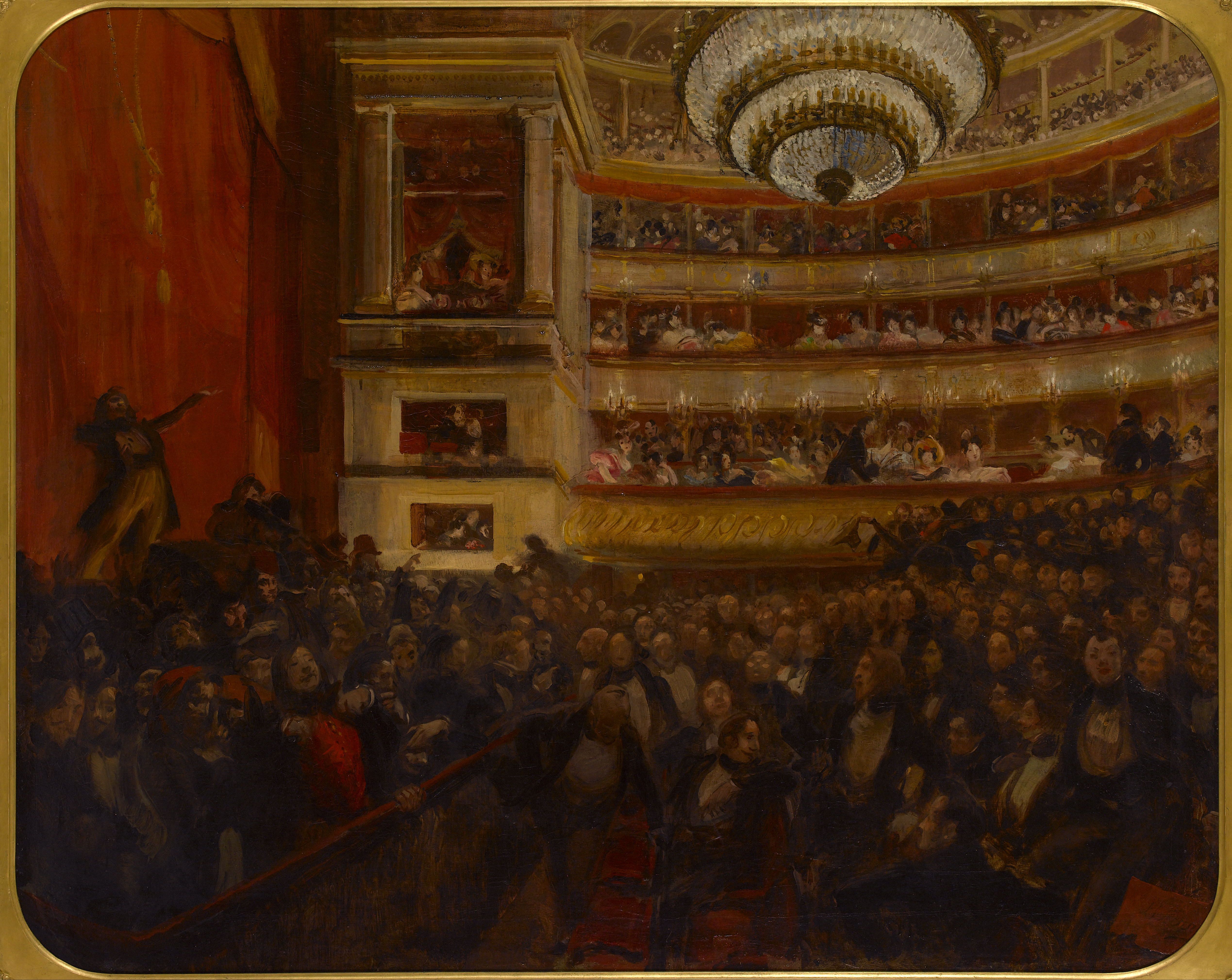
La première d'Hernani. Avant la bataille, d'Albert Besnard, Maison de Victor Hugo, 1905.

Entre 1820 et 1827, le mouvement est divisé entre les conservateurs menés par Alfred de Vigny et Victor Hugo et les libéraux dirigés par Stendhal, Prosper Mérimée et qui se regroupe dans le salon Delécluze. Une bascule majeure intervient en 1827 lorsque Victor Hugo se convertit aux idées libérales, entrainant avec lui plusieurs plumes et devenant rapidement le chef de file des romantiques français. Ensemble, les romantiques passent la décennie à imposer leurs idées au théâtre, persuadés que c'est là que la lutte doit être menée. Plusieurs d'entre eux réalisent ainsi un important travail de théorisation pour remplacer les théories classiques. Entre 1827 et 1829, cinq manifestes sont publiés signés par Victor Hugo, Sainte-Beuve, Émile Deschamps et Alfred de Vigny. Le premier d'entre eux, la préface de Cromwell de Hugo est celui qui marquera le plus les contemporains. Rapidement, leurs efforts payent et la fin de la décennie voient plusieurs thèmes qui leurs sont chers être acclamés par le public, dont Shakespeare. 
Les critiques des opposants se font progressivement de plus en plus virulentes, mais elles ne peuvent empêcher ce qui est considéré comme la victoire publique des romantiques, en 1830, la représentation d'Hernani, de Hugo. Son triomphe avec 39 représentations et la charge symbolique qu'elle porte entre immédiatement en résonance avec la révolution de juillet, Hernani étant considérée par les romantiques comme le Libéralisme en littérature..

#### Les déclinaisons du romantisme
Les années 1830 - 1848 sont a période faste du romantisme qui devient alors à la mode. Tous les arts subissent alors pleinement une large transformation et une effervescence, en premier lieu la littérature et le théâtre, qui sont les modes d'expression principaux des artistes romantiques, mais également la peinture, la sculpture et la musique.

##### Littérature et théâtre
Les romantiques s'emparent en premier lieu des arts du roman, de la poésie et du théâtre pour exprimer et faire vivre leurs idéaux. La décennie 1830 est celle du triomphe du mouvement, même si il ne disparait pas, loin de là, avec les années 1840.

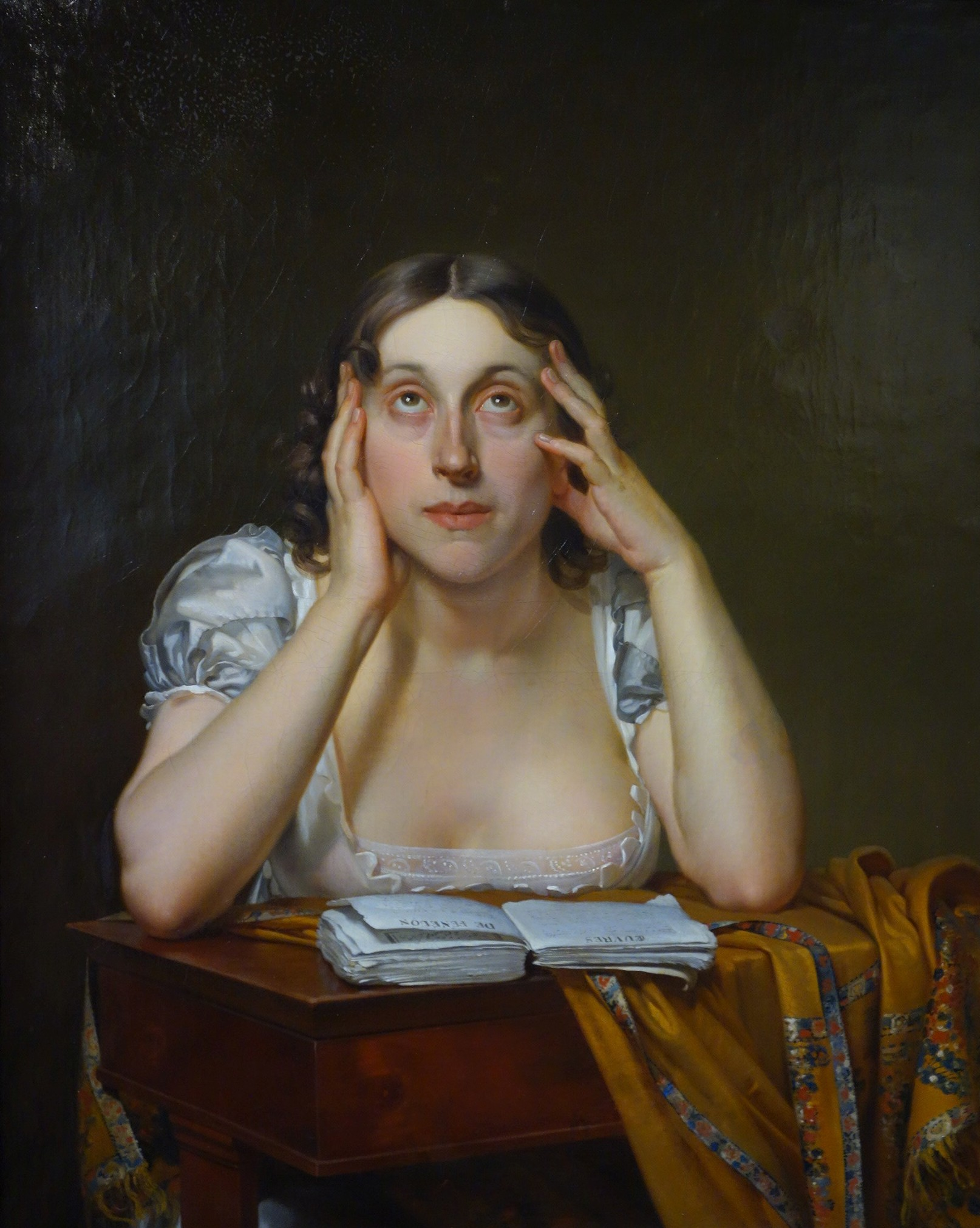
Constant Joseph Desbordes, Portrait de Marceline Desbordes-Valmore, Douai, musée de la Chartreuse. Marceline Desbordes-Valmore est une pionnière de la poésie romantique.

Toute une jeunesse se prend d'anglomanie, lisant passionnément Scott, Byron et Shakespeare ; recherchant à rompre avec les cadres bourgeois et à choquer par leur excentricité. Surnommés les « Jeune-France », ils suivent l'exemple d'Alfred de Musset en portant toque, pourpoint et haut-de-chausses. Ils forment des cercles où ils organisent des fêtes et travaillent ensemble pour publier des romans ou des poésies, menant une vie de bohème et faisant difficilement carrière. Le premier d'entre eux est le Petit-Cénacle réunit autour de Pétrus Borel et Théophile Gautier, qui entretient le goût pour le macabre. Mouvant ce groupe se disperse et d'autres se forme, dont celui impasse du Doyenné avec Gautier, Gérard de Nerval, où des écrivains tels Dumas, Roqueplan ou Houssaye croisent des artistes comme Gavarni, Préault ou Delacroix. Leur production est marquée par leur vie, et s'y retrouve le désabusement et la révolte contre l'esprit bourgeois, symbolisé notamment par la figure de l'épicier.
Outre ces cercles revendicatifs, la décennie 1830 est celle du foisonnement d'un très grand nombre d'œuvres littéraires revendiquées comme romantiques. La forme du roman se développe considérablement, s'exerçant dans toutes les formes de l'expression de la fiction, psychologique (Sainte-Beuve, Stendhal), historique (Vigny, Mérimée, Hugo, Dumas), social (Sand, Sue, Hugo) ou réaliste (Balzac). Les romantiques développent également largement le roman d'éducation réaliste, tel Stendhal en 1830 avec Le Rouge et le Noir ou Balzac et les Illusions perdues. 
Les romantiques s'emparent également de la poésie et leur production est conséquente avec notamment de nombreux recueils : Les harmonies poétiques et religieuses de Lamartine, les Feuilles d'automne de Hugo, les Pleurs de Marceline Desbordes-Valmore, les Nuits de Musset ou les Poèmes antiques et modernes de Vigny. Pour les romantiques, la poésie est le lieu parfait pour travailler l'alchimie du verbe et leur volonté de renouveler les formes, entre autre en travaillant la poésie en prose. 
Mais pour le public, le triomphe du romantisme a lieu au théâtre. Après Hernani et l'abolition de la censure par la révision de la Charte le 14 août 1830, une certaine liberté s'offre aux dramaturges et aux directeurs de théâtre. L'Odéon, qui est une scène officielle s'ouvre au mouvement avec La Maréchale d'Ancre de Vigny en décembre 1830 puis Napoléon Bonaparte de Dumas en 1831.

#### Les sensibilités nouvelles
,

### La diffusion de la culture

#### L'imprimé
,

#### Les spectacles
,

#### Les cultures populaires
,

## Une culture en mutation: 1840-1880
1. De nouveaux cadres mentaux
2. Les nouvelles écoles
- Du réalisme au naturalisme - poésie, roman et théâtre
3. De nouvelles pratiques

### De nouveaux cadres mentaux
À partir du milieu du siècle, la fin de la monarchie, la libéralisation politique, l'exceptionnelle croissance économique et l'enseignement de masse effacent rapidement les anciens cadres de la vie culturelle. L'enseignement se diffuse largement dans la société, apportant et imposant de nouvelles idées sur le fonctionnement de la société, et la place de la religion s'en trouve profondément transformée,.

### Les nouvelles écoles
Sans supplanter l'art classique, le romantisme devient un art officiel et dominant, face auxquels au milieu du XIXe siècle, naissent successivement les mouvements réaliste et naturaliste.

#### Du réalisme au naturalisme - poésie, roman et théâtre

##### Poésie
A partir de la décennie 1830, la poésie connait un large épanouissement. Le romantisme poétique poursuit son développement jusque dans la décennie 1850 autour des figures de Théophile Gautier, Gérard de Nerval, Stéphane Mallarmé ou Victor Hugo. Cette même décennie voit l'émergence de Charles Baudelaire qui, s'il se proclame dans la lignée des romantiques, s'en éloigne de fait. Relativement isolé dans l'espace poétique du second Empire, il est le premier a utiliser la poésie pour décrire la modernité. Cette même décennie voit la naissance de l'école des parnassiens autour de Leconte de Lisle, qui recherchent la virtuosité stylistique, la quête de l'art pour l'art, le culte de la rime et l'intérêt pour les cultures antiques et païennes. Le chef de file est De Lisle avec les recueils Poèmes antiques en 1852 et Poèmes barbares en 1862, accompagné entre autres par Théodore de Banville.

##### Romans
Dans le domaine littéraire, la plus grande nouveauté est le mouvement réaliste, conjoint au même mouvement pictural. Le fondateur est Gustave Courbet, qui sera suivi rapidement et théorisé dans le domaine littéraire par Champfleury dans son recueil d'article de 1857 dans lequel il prône l'observation de la réalité, l'emploi d'un ton neutre et l'éloignement des idées romantiques. Le roman réaliste s'impose dans la même année 1857 avec Madame Bovary de Gustave Flaubert. Les fondements du réalisme sont alors le refus des analyses psychologiques, le soucis de la description soutenue par une solide documentation, la multiplication des points de vue, le erfus de l'écrivain de s'insérer dans le récit et la recherche d'une beauté formelle par le travail du style. Flaubert, sans vouloir jouer le rôle d'un chef d'école, s'impose comme un maître à suivre.
A partir de 1865, Émile Zola fait évoluer le roman vers le naturaliste, voulant ajouter au réalisme l'utilisation de descriptions scientifiques des milieux sociaux..

##### Théâtre
Sous le Second empire, le théâtre est le divertissement favori des Français citadins. Canalisé par la censure et le système du privilège, ce loisir déborde toutefois les tentatives de contrôle de l'État et Napoléon III finit par l'abolir en janvier 1864. De très nombreuses villes françaises, même modestes se dotent de théâtre, et les troupes, qui ne sont plus contrôlées par le préfet circulent alors librement.
Le réalisme ne parvient pas à s'imposer sous le Second empire dans le théâtre, contrairement aux autres discipline littéraires, à part quelques tentatives novatrices telle la pièce Le Faiseur de Balzac en 1851. Les trois auteurs principaux de cette époque tournent tous autour de la comédie sociale, Émile Augier, Alexandre Dumas fils et Victorien Sardou. Augier théorise une « école du bon sens » au sein de laquelle il croque les excès et travers de la société bourgeoise, jouant avec les limites de ce que le public accepte. Dumas traite également de sujets sociaux dans un art volontairement à thème, qu'il défend et détaille au sein d'amples préfaces. Sardou, à la plume plus légère et mordante, comme les deux autres, dominent le milieu théâtral jusqu'aux années 1880. Ce triomphe du genre de la comédie sociale s'impose jusqu'à la Comédie-Française et sur de nombreuses scènes secondaires de Paris ou de province.
Les autres genres joués à cette époque sont le répertoire en vers (François Coppée en 1869 avec Le Passant et Sarah Bernhardt), le drame historique, le mélodrame (qui décline toutefois) et surtout le vaudeville. Il ne faut pas oublier que le théâtre classique reste très joué, surtout en province ; porté par Eugène Scribe, entre autres

### De nouvelles pratiques
Les mutations structurelles que connait la société française et le monde de la culture entrainent une transformation des pratiques des français. De nombreuses anciennes habitudes sont abandonnées, métamorphosées. Si le rôle de l'état est toujours important, il laisse la place aux forces économiques dans plusieurs champs culturels. Les progrès de l'alphabétisation imposent toujours plus la place de l'écrit dans la culture française. Enfin, le monde du loisir s'affirme, mettant en place à cette période les bases de la culture de masse qui s'installera à la fin du siècle,.

#### Ouvrages généraux
- [Maurice Crubellier 1974] Maurice Crubellier, Histoire culturelle de la France : XIXe – XXe siècles, Paris, Armand Colin, coll. « Collection U - Série histoire », 2005 (1re éd. 1974), 484 p. (ISBN 9782706205262)
- [de Baecque & Mélonio 1998] Antoine de Baecque et Françoise Mélonio, Histoire culturelle de la France, vol. 3 : Lumières et liberté, Paris, Seuil, coll. « Points histoire » (no 349), 2005 (1re éd. 1998), 490 p. (ISBN 978-2-02-079893-8)
- [Michel Rapoport 2004] Michel Rapoport (dir.), Nelly Jaccart, Thomas Loué, Sylvain Milbach, Bruno Moysan et Valentine Zuber, Culture et religion : Europe — XIXe siècle, Paris, Atlande, coll. « Clef concours histoire contemporaine », 2004, 600 p. (ISBN 9782912232274)
- [Allard & Des Cars 2006] Sébastien Allard et Laurence Des Cars, L'Art français, vol. V : Le XIXe siècle, Paris, Flammarion, 2006, 464 p. (ISBN 9782081228870)
- [Jean-Claude Yon 2010] Jean-Claude Yon, Histoire culturelle de la France au XIXe siècle, Paris, Armand Colin, coll. « Mnémosya », 2021 (1re éd. 2010), 392 p. (ISBN 978-2-200-62367-8)
- Olivier Nay, Histoire des idées politiques : 2500 ans de débats et de controverses en Occident, Armand colin, 2021 (ISBN 978-2-20062802-4)
- Jean-Claude Yon, Le second empire : Politique, société, culture, Armand Colin, 2022 (1re éd. 2004), 404 p. (ISBN 978-2-200-63063-8)
- Denis Pallier, Les bibliothèques, PUF, coll. « Que sais-je ? », 2002 (ISBN 2-13-052932-1)

#### Éducation et linguistique
- [Philippe Vigier 1979] Philippe Vigier, « Diffusion d'une langue nationale et résistance des patois en France au XIXe siècle », Romantisme, nos 25-26,‎ 1979, p. 191-208 (ISSN 1957-7958, DOI 10.3406/roman.1979.5281, www.persee.fr/doc/roman_0048-8593_1979_num_9_25_5281)
- [Pierre Albertini 1992] Pierre Albertini, L'École en France XIXe – XXe siècle : de la maternelle à ̀l'université, Paris, Hachette, coll. « Carré Histoire », 1992, 192 p. (ISBN 9782010163982)
- [Jacques-Philippe Saint-Gérand 2001] Jacques-Philippe Saint-Gérand, « L'histoire de la langue française au XIXe siècle. Ambitions, contradictions et réalisations », L'information grammaticale, no 90,‎ 2001, p. 5-18 (ISSN 1783-1601, DOI 10.3406/igram.2001.2696, www.persee.fr/doc/igram_0222-9838_2001_num_90_1_2696)

#### Musique et danse
- [Joseph-Marc Bailbé 1977] Joseph-Marc Bailbé, « Le bourgeois et la musique au XIXe siècle », Romantisme, nos 17-18,‎ 1977, p. 123-136 (ISSN 1957-7958, DOI 10.3406/roman.1977.5129, lire en ligne)
- [Sarah Davies Cordova 1998] Sarah Davies Cordova, « Récits de la danse et graphies dansées au XIXe siècle », Littérature, no 112,‎ 1998, p. 26-36 (ISSN 1958-5926, DOI 10.3406/litt.1998.1598, lire en ligne)
- [Joël-Marie Fauquet 2003] Joël-Marie Fauquet, Dictionnaire de la musique en France au XIXe siècle, Paris, Fayard, coll. « Musique », septembre 2003, 1422 p. (ISBN 978-2213593166)

#### Historiographie
- [Odile Parsis-Barubé 2011] Odile Parsis-Barubé, La province antiquaire : L’invention de l’histoire locale en France (1800-1870), Paris, CTHS, coll. « Culture/Médias », 2011, 459 p. (ISBN 9782735507405, présentation en ligne)

#### Autres
- [Clastres & Dietschy 2006] Patrick Clastres et Paul Dietschy, Sport, société et culture en France, du XIXe siècle à nos jours, Paris, Hachette, coll. « Hachette Supérieur », octobre 2006, 392 p. (ISBN 978-2011457622)
- [Hache-Bissette & Saillard 2009] Françoise Hache-Bissette (dir.) et Denis Saillard (dir.), Gastronomie et identité culturelle française : Discours et représentation (XIXe – XXe siècle), Paris, Nouveau Monde, coll. « Culture/Médias », avril 2009, 470 p. (ISBN 978-2847364699)